# Sphaerophoria beattiei
Sphaerophoria beattiei är en tvåvingeart som först beskrevs av Doesburg 1977.  Sphaerophoria beattiei ingår i släktet sländblomflugor, och familjen blomflugor. Inga underarter finns listade i Catalogue of Life.